# Carinodes annulipes
Carinodes annulipes är en stekelart som först beskrevs av Brulle 1846.  Carinodes annulipes ingår i släktet Carinodes och familjen brokparasitsteklar. Inga underarter finns listade.